# Fărăgău, Mureș

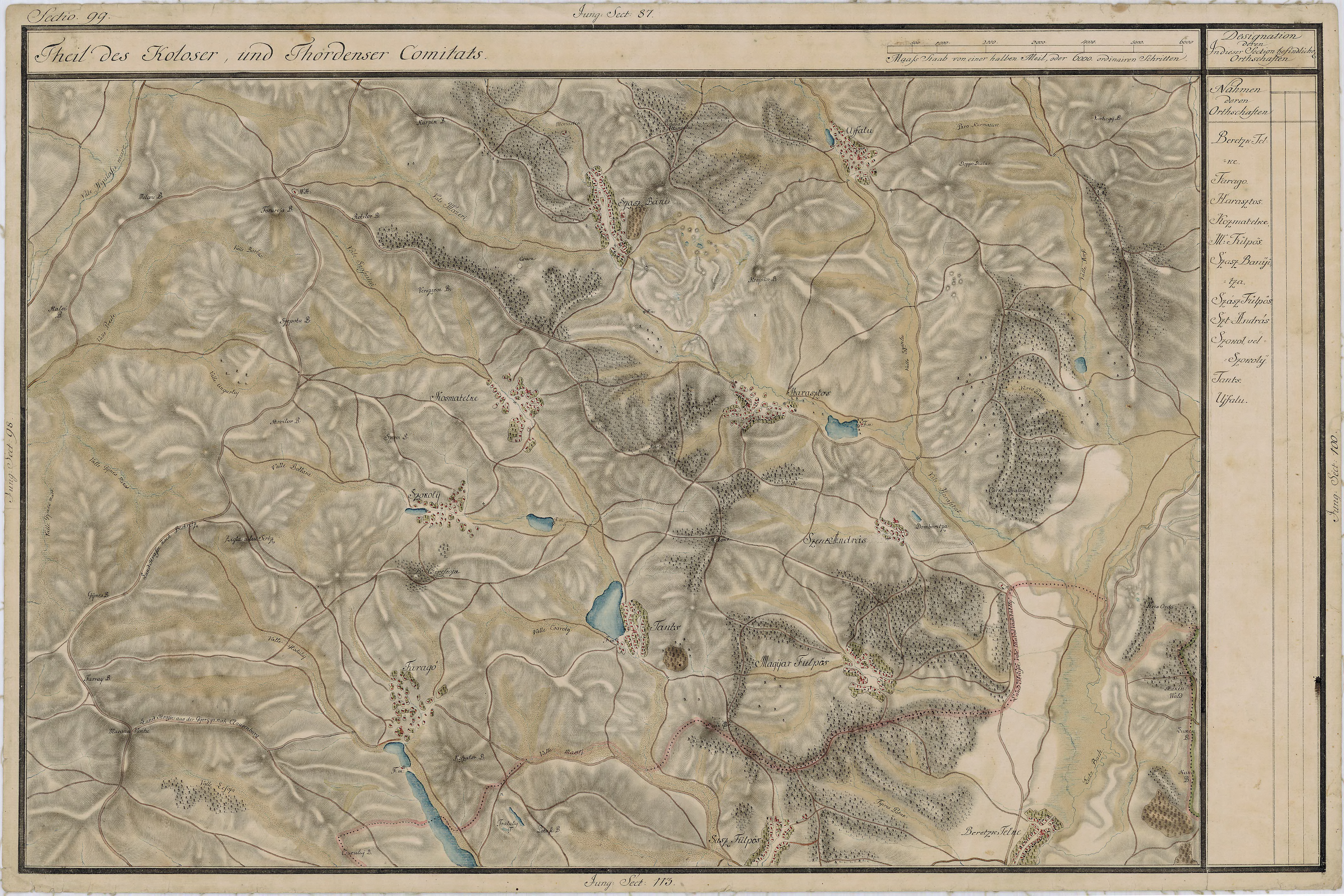
Fărăgău în Harta Iosefină a Transilvaniei, 1769-1773

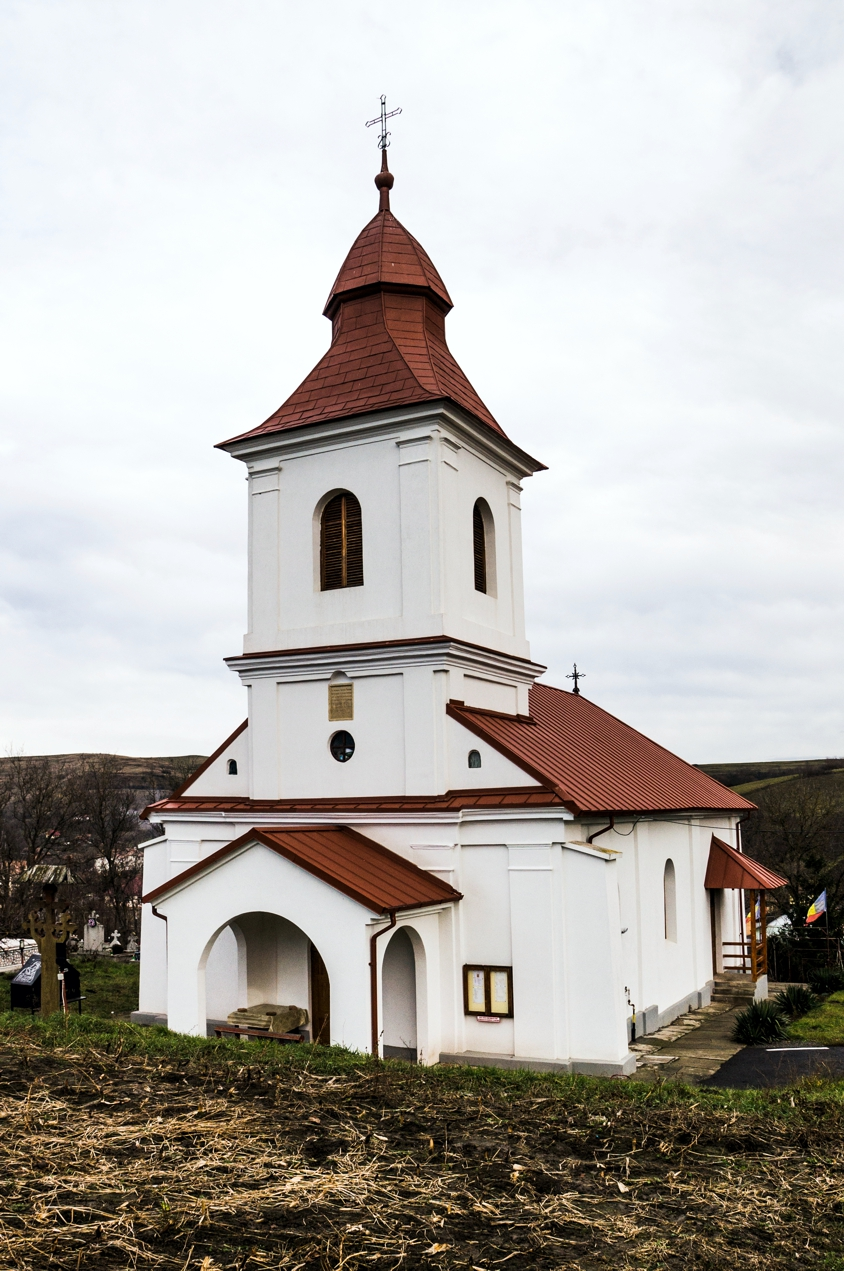
Biserica ortodoxă

Fărăgău (în maghiară Faragó, în germană Hölzeldorf) este satul de reședință al comunei cu același nume din județul Mureș, Transilvania, România.

## Istoric
Numele așezării rurale apare în istorie cu mai multe denumiri: Possessione Farago (1357), Faragon (1369), Faragow (1375), Pharago (1456), Faragho (1495), Stirgen (1733), Faragon (1750 și 1850), Farago și  Fărăgău în 1854

## Localizare
Localitatea Fărăgău este așezată  în partea central estică a Depresiunii Transilvaniei, pe cursul superior al pârâului Șar, pe drumul național Reghin-Mociu-Apahida. 

## Istoric
Satul Fărăgău este atestat documentar în anul 1357.

## Obiective turistice
- Rezervația naturală “Lacul Fărăgău” (35 ha).